# Araneus liber
Araneus liber là một loài nhện trong họ Araneidae.
Loài này thuộc chi Araneus. Araneus liber được miêu tả năm 1902 bởi Leardi.